# Stefan Gurt
Stefan Gurt, född 3 mars 1955 i Malmö, är en svensk författare. 
1958 flyttade han till med sin familj till Solna där han växte upp. Gurt fick sin första publicerade text i W&W debutantantologi "Grupp 76". 1979 debuterade han med romanen "Sara" och har sedan dess publicerat ett tiotal böcker; samtidsromanen "Det var en sorts kärlek" (1992), reseskildringen "På natten korsar båten floden" (2002) och släktkrönikan "49 dagar i bardo" (2005).
Vid sidan av sitt författarskap har han arbetat med översättningar och illustrerat böcker. Sedan 1994 har han undervisat på skrivarlinjen på Ölands folkhögskola.
Gurt har i långa perioder varit bosatt utomlands (i England, Frankrike, Spanien, USA, Hongkong, Australien). 